# KP-Soest
De KP-Soest was een Nederlandse verzetsorganisatie tijdens de Tweede Wereldoorlog.
De Knokploegen werden opgericht om distributiekantoren, gewestelijke arbeidsbureaus en bevolkingsregisters te "kraken" (overvallen) om aan distributiebonnen, persoonsbewijzen en dergelijke te komen.

## Ontstaan en uitvalsbasis
De Knokploeg Soest ontstond in 1943 en was betrokken bij een groot aantal overvallen en acties. Leider was de uit Zwolle afkomstige Willem Lengton, die als vaandrig had meegevochten in de Slag om de Grebbeberg. Na als ambtenaar te hebben gewerkt op het Rijksbureau van Werkverruiming te Zwolle, dook hij medio 1943 onder in Soest. Van de harde kern van de groep maakten verder Gerrit Frederiks, Rein Hogeboom, Eb (Egbert) Huttinga, Dick Uiting en de broers Beer en Rut van Veenendaal deel uit.
De ploeg was ontstaan in Soest, maar acties en overvallen vonden buiten Soest plaats. Veel vergaderingen vonden plaats in Soest-Zuid ten huize van 'Mama Beekman', een in het verzet actieve weduwe van Duitse afkomst. Belangrijke uitvalsbasis voor de acties was het kantoor van het Waterleidingbedrijf Soestduinen, onder de smalle watertoren waarop verticaal de NSB-leus Mussert wint is gekalkt. Enkele leden werkten ook bij dit bedrijf. Van en naar het nabijgelegen NS-station Soestduinen kon men zich snel in alle richtingen verplaatsen.

## Acties
Huzarenstuk van de KP-Soest was de Tilburgse zegeltjeskraak, waarbij 700 blanco persoonsbewijzen en 105.000 zogenaamde Rauterzegels werden buitgemaakt. Deze actie was door Johannes van Zanten, de leider van de Betuwse KP, zorgvuldig voorbereid met de Tilburgse gemeenteambtenaar en LO-er Jan Poort. Eerder werden door de KP-Soest in samenwerking met Van Zanten overvallen gepleegd, waaronder die op de distributiekantoren van de Betuwse gemeenten Geldermalsen, Ochten en Kesteren.

## Uiteenvallen
De Knokploeg Soest viel uiteen in februari 1944. Van invloed was het verraad van koerierster Miep Oranje uit Soest, waardoor Gerrit Frederiks werd opgepakt en in Kamp Vught belandde.
Leider Willem Lengton werd in de nacht van de 12e op 13e van die maand in Amersfoort gearresteerd in de nasleep van de mislukte overval door een RVV-groep op het distributiekantoor aldaar. Hij werd op 14 april 1944 gefusilleerd op de Waalsdorpervlakte.